# Баня-Лука (громада)
Баня-Лука (серб. Општина Бања Лука, Град Бања Лука) — боснійська громада, розташована в регіоні Баня-Лука Республіки Сербської. Адміністративним центром є місто Баня-Лука.